# Pólus (komplex analízis)
A komplex analízisben egy meromorf függvény pólusa olyan szingularitás, ami hasonlóan viselkedik, mint {\displaystyle {\frac {1}{z^{n}}}} szingularitása nullában. A pólusok környékén a függvény egyenletesen a végtelenbe tart.

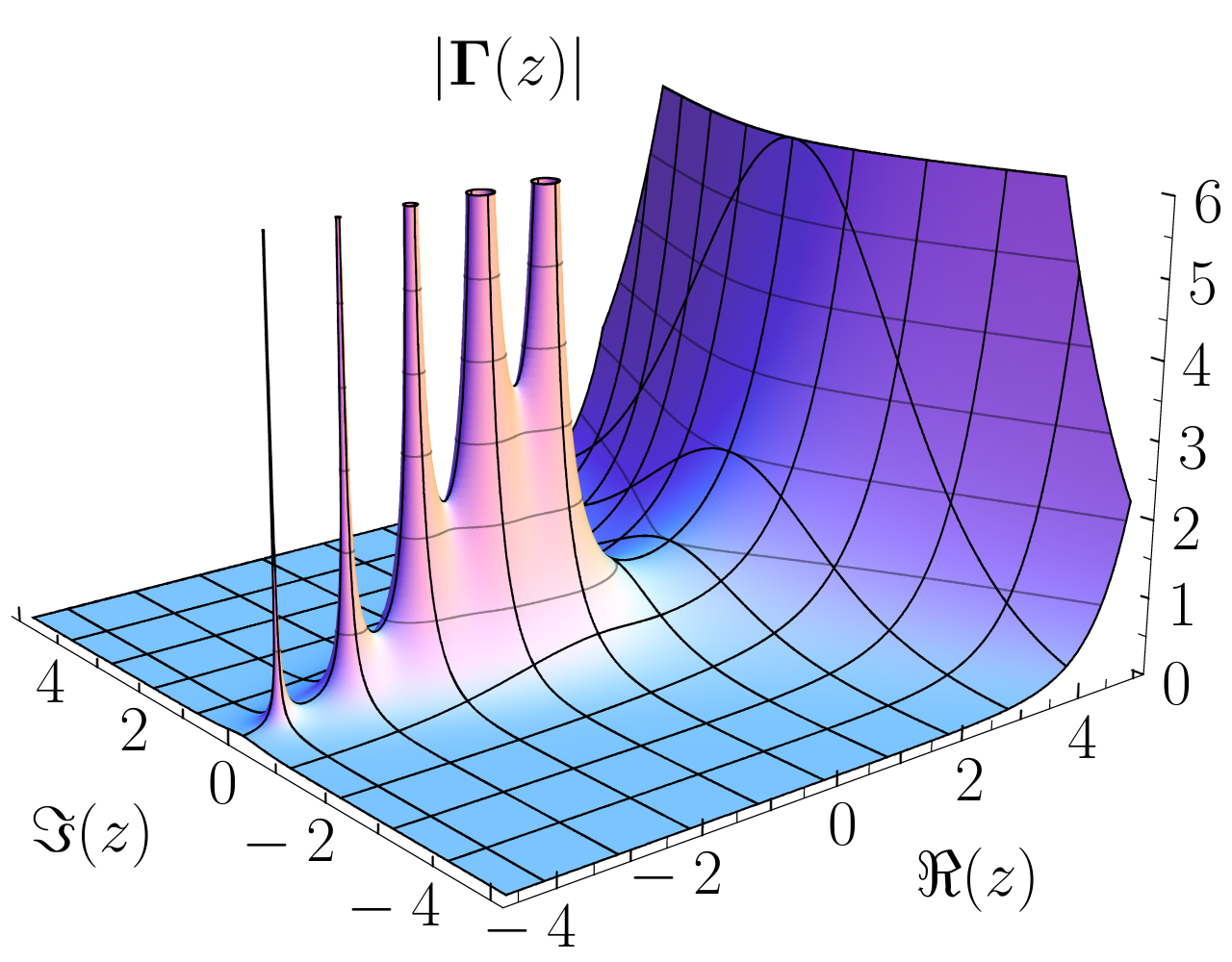
A gammafüggvény abszolútértéke. Az ábra azt mutatja, hogy végtelenné válik a negatív egész helyeken. A pozitív tartományon nincsenek pólusok, csak gyorsan nő a függvény

## Definíció
Legyen  U nyílt komplex részhalmaz, p eleme U-nak, és f holomorf f : U \ {p} → C függvény. Ha van egy g : U → C függvény, amire g(p) különbözik nullától, és egy n pozitív egész, hogy a z elemre az U \ {p} halmazban
{\displaystyle f(z)={\frac {g(z)}{(z-p)^{n}}}},
akkor p az f pólusa, és a legkisebb alkalmas n pozitív egész a pólus rendje. Az 1 rendű pólust egyszerű pólusnak is nevezik.
Néhány szerző megengedi, hogy a pólus rendje nulla legyen, ami vagy reguláris pont, vagy megszüntethető szingularitás. Azonban megszokottabb, hogy a pólus rendjét pozitívnak értelmezzék.

## Ekvivalens jellemzések
A definícióból levezethetők ekvivalens jellemzések:
Ha a  p pólus rendje  n, akkor szükséges, hogy g(p) ≠ 0  legyen a fenti kifejezésben. Így elvégezhetjük az 
{\displaystyle f(z)={\frac {1}{h(z)}}}
helyettesítést, ahol h holomorf p egy nyitott környezetében, és n rendű nullhelye van p-ben. Ezért mondhatjuk, hogy a pólusok a nullhelyek reciprokai.
Továbbá, mivel g holomorf, azért f kifejezhető, mint
{\displaystyle f(z)={\frac {a_{-n}}{(z-p)^{n}}}+\cdots +{\frac {a_{-1}}{(z-p)}}+\sum _{k\,\geq \,0}a_{k}(z-p)^{k}.}
Ez Laurent-sor, aminek főrésze véges. Az {\displaystyle \scriptstyle \sum _{k\,\geq \,0}a_{k}(z\,-\,p)^{k}} holomorf függvény az f reguláris része. Így p-nek n-edrendű pólusa ott van, ahol a Laurent-sor −n-nél kisebb fokú tagjainak együtthatója nulla, és a −n fokúé nem.

## Pólus a végtelenben
Egy komplex függvénynek a végtelenben is lehet pólusa. Ekkor az U halmaz a végtelen egy környezete, például a sík egy körén kívül eső része. A fenti definíció használatához szükség van arra, hogy értelmezzük egy függvény holomorf voltát a végtelenben.
Egy alternatív definíció adható, ha a végtelent véges pontba képezzük. Kényelmes az {\displaystyle \scriptstyle z\mapsto {\frac {1}{z}}} választás, mivel a pólusok olyanok, mintha -n rendű nullhelyek lennének. Ekkor értelmezhetjük f viselkedését a végtelenben, mint reciprokának viselkedését a nullában. Tehát, ha holomorf a nullában, és nem nulla, akkor az ertedeti függvény holomorf a végtelenben. Ha itt n-szeres nullhelye van, akkor az eredetinek n-szeres pólusa van végtelenben. 

## Példák

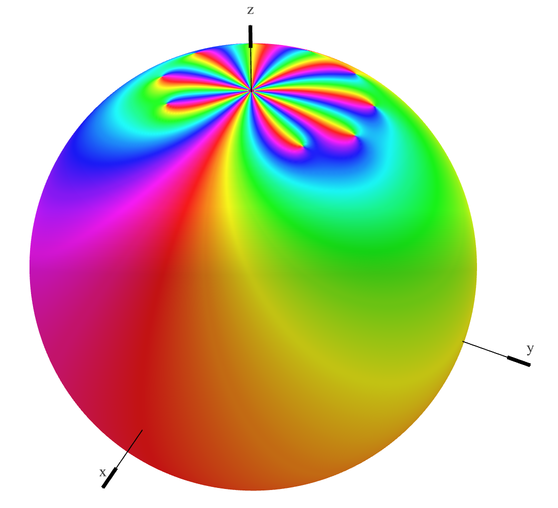
Komplex polinom pólusa a végtelenben. Az ábra kilenc rendű pólust mutat

- Az

{\displaystyle f(z)={\frac {3}{z}}}
függvénynek egyszeres pólusa van a {\displaystyle z=0} helyen.
- Az

{\displaystyle f(z)={\frac {z+2}{(z-5)^{2}(z+7)^{3}}}}
függvénynek 2-szeres pólusa van a {\displaystyle z=5} helyen és egy  3-szoros pólusa a {\displaystyle z=-7} helyen.
- A

{\displaystyle f(z)={\frac {z-4}{e^{z}-1}}}
függvénynek egyszeres pólusai vannak a {\displaystyle z=2\pi ni{\text{ helyen, ahol }}n\in \mathbb {Z} }. Ehhez írjuk fel {\displaystyle e^{z}} Taylor-sorát a nulla körül.
- Az

{\displaystyle f(z)=z}
függvénynek elsőrendű pólusa van a végtelenben.

## Terminológia és általánosítások
Ahol egy f függvény első deriváltjának pólusa van, ott f-nek elágazási pontja van. Ennek megfordítása nem igaz.
Egy nem megszüntethető szingularitás, ami nem pólus vagy elágazási pont, az lényeges szingularitás.
Egy komplex függvény meromorf, ha holomorf mindenütt, kivéve néhány elszigetelt szingularitását, ami legfeljebb pólus.

## Fordítás
Ez a szócikk részben vagy egészben  a   Pole (complex analysis) című angol Wikipédia-szócikk fordításán alapul.  Az eredeti cikk szerkesztőit annak laptörténete sorolja fel. Ez a jelzés csupán a megfogalmazás eredetét és a szerzői jogokat jelzi, nem szolgál a cikkben szereplő információk forrásmegjelöléseként.